# Село (община Айдовшчина)
Вижте пояснителната страница за други значения на Село.
Село (на словенски: Selo) е село в Словения, регион Горишка, община Айдовшчина. Според Националната статистическа служба на Република Словения през 2015 г. селото има 462 жители.